# Карим Бензема
Карим Мостафа Бензема (фр. Karim Mostafa Benzema; Лион, 19. децембар 1987) француски је фудбалер кабилског порекла, који игра за Ел Итихад.

## Каријера
Бензема је фудбал почео да тренира у екипи Брон тералион из Брона. Скаути Лиона су приметили његов таленат када му је било само девет година, те су га довели у своју омладинску школу. Бензема је постигао 38 голова у једној сезони за екипу Лиона до 16 година а затим и 12 голова на 14 утакмица за тим до 18 година. Све ово је довело до тога да му тренер прве екипе Пол Ле Ген пружи шансу у првом тиму.
За први тим је дебитовао 15. јануара 2005. против Меца. У игру је тада ушао у 77. минуту, Лион је победио са 2-0, а Бензема је асистирао код другог поготка. Пет дана после тога потписао је свој први професионални уговор. Током наредне две сезоне одиграо је 34 утакмице и постигао је шест голова. Свој први у дресу Лиона је постигао против Ајачоа, а први у Лиги шампиона ја дао против Розенборга.
Његов дотадашњи клуб, Олимпик Лион је 1. јула 2009. прихватио понуду Реал Мадрида од 35 милиона евра. Први меч у дресу новог клуба је одиграо у Даблину, на пријатељском сусрету са Шемрок роверсом. У игру је тада ушао у полувремену, а једини гол на том мечу је постигао у 87. минуту. Деби на званичној утакмици је забележио у првенству против Депортива, а први гол је постигао 20. септембра 2009. против Хереза.

## Репрезентација
Бензема је за репрезентацију Француске до 16 година одиграо шест утакмица и постигао је један гол. На Европском првенству за играче до 17 година 2004. Бензема је био у саставу репрезентације која је освојила ово првенство, по први пут у својој историји. Био је стрелац једног поготка, против Северне Ирске у такмичењу по групама. За селекцију до 17 година, Бензема је одиграо 18 утакмица уз 14 постигнутих голова. За репрезентацију до 18 година, одиграо је 10 утакмица уз 5 постигнутих голова, пре него што је добио прилику да игра за репрезентацију до 21 године. Играо је у квалификацијама за Европско првенству за играче до 21 година 2007. Одиграо је пет мечева без постигнутог гола.
Пре него што је добио позив да наступи за Француску, одбио је позив да наступа за Алжир, децембра 2006. За репрезентацију Француске дебитовао је 28. марта 2007. на пријатељској утакмици против Аустрије. Био је тада стрелац јединог гола на мечу.
Учествовао је на Европском првенству 2008. на ком Француска није успела да се пласира у четвртфинале. Одиграо је 78. минута меча са Румунијом (0—0), када га је заменио Самир Насри. У поразу од Холандије 1-4, није играо. У последњем мечу групе у којем је Француска поражена са 0-2 од Италије, Бензема је провео свих 90 минута на терену.

### Голови за репрезентацију
| #  | Датум             | Место                   | Противник     | Гол | Резултат | Такмичење                                 |
| -- | ----------------- | ----------------------- | ------------- | --- | -------- | ----------------------------------------- |
| 1. | 28. март 2007.    | Париз, Француска        | Аустрија      | 1-0 | 1-0      | Пријатељска                               |
| 2. | 13. октобар 2007. | Торсхавн, Фарска острва | Фарска Острва | 3-0 | 6-0      | Квалификације за Европско првенство 2008. |
| 3. | 13. октобар 2007. | Торсхавн, Фарска острва | Фарска Острва | 5-0 | 6-0      | Квалификације за Европско првенство 2008. |
| 4. | 20. август 2008.  | Гетеборг, Шведска       | Шведска       | 1-1 | 3-2      | Пријатељска                               |
| 5. | 14. октобар 2008. | Париз, Француска        | Тунис         | 3-1 | 3-1      | Пријатељска                               |
| 6. | 5. јун 2009.      | Лион, Француска         | Турска        | 1-0 | 1-0      | Пријатељска                               |

## Стил игре
Бензема је познат као један од тактички најпоткованијих шпицева, који ради за тим и са и без лопте. Изузетно технички обучен и физички снажан, познат је по извлачењу на страну и дубину, одвлачењу противничких дефанзиваца, асистенцијама, али и одличном сналажењу у противничком шеснаестерцу.
Карло Анћелоти је Бензему описао као најбољег играча на својој позицији, чији учинак не треба посматрати кроз голове.

## Трофеји

### Олимпик Лион
- Првенство Француске (4): 2004/05, 2005/06, 2006/07, 2007/08.
- Куп Француске (1): 2007/08.
- Суперкуп Француске (2): 2006, 2007.

### Реал Мадрид
- Првенство Шпаније (4): 2011/12, 2016/17, 2019/20, 2021/22.
- Куп Шпаније (3): 2010/11, 2013/14, 2022/23.
- Суперкуп Шпаније (4): 2012, 2017, 2019/20, 2021/22.
- Лига шампиона (5): 2013/14, 2015/16, 2016/17, 2017/18, 2021/22.
- Суперкуп Европе (4): 2014, 2016, 2017, 2022.
- Светско клупско првенство (5): 2014, 2016, 2017, 2018, 2022.

### Репрезентација Француске
- УЕФА Лига нација (1): 2020/21.
- Европско првенство У17 (1): 2004.

### Појединачне награде
- Златна лопта (1): 2022.
- Најбољи стрелац Прве лиге Француске (1): 2007/08.
- Најбољи играч Прве лиге Француске (1): 2008.
- Члан идеалног тиа Прве лиге Француске (1): 2008.
- Награда Браво (1): 2008.
- Играч године у Француској (3): 2011, 2012, 2014.